# Manuleopsis
Manuleopsis es un género con dos especies de plantas de flores de la familia Scrophulariaceae. 

## Especies seleccionadas
- Manuleopsis dinteri
- Manuleopsis karasmontana

- Datos: Q9028301
- Especies: Manuleopsis